# Boadilla de Rioseco
Boadilla de Rioseco is een gemeente in de Spaanse provincie Palencia in de regio Castilië en León met een oppervlakte van 51,27 km². Boadilla de Rioseco telt 122 inwoners (1 januari 2016).

## Demografische ontwikkeling

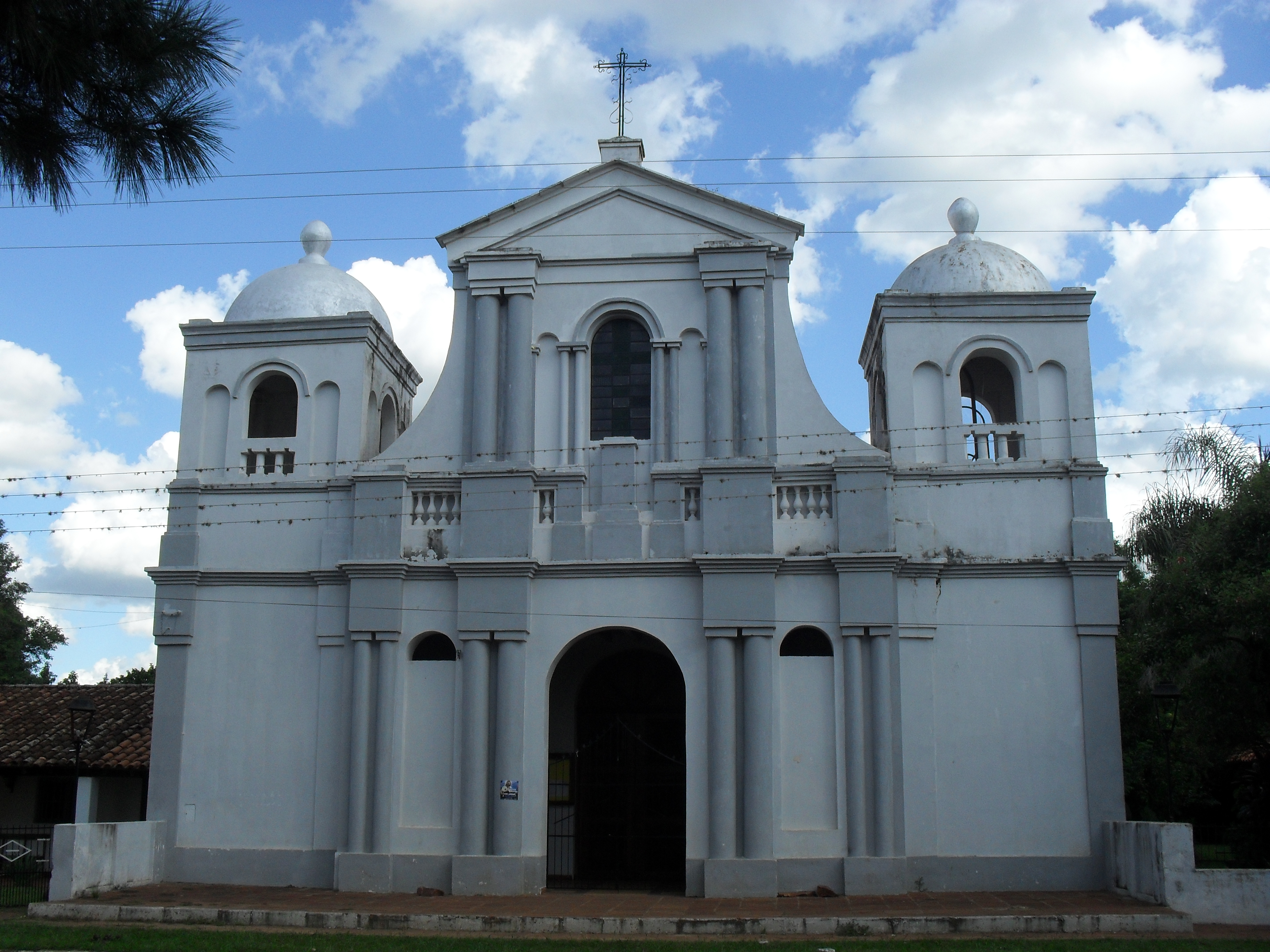
Kerk

Bron: INE, 1857-2011: volkstellingen